# Sonamura
Sonamura é uma cidade e uma nagar panchayat no distrito de Tripura Ocidental, no estado indiano de Tripura.

## Geografia
Sonamura está localizada a 23° 28′ N, 91° 16′ L. Tem uma altitude média de 15 metros (49 pés).

## Demografia
Segundo o censo de 2001, Sonamura tinha uma população de 9 997 habitantes. Os indivíduos do sexo masculino constituem 51% da população e os do sexo feminino 49%. Sonamura tem uma taxa de literacia de 73%, superior à média nacional de 59,5%: a literacia no sexo masculino é de 77% e no sexo feminino é de 68%. Em Sonamura, 11% da população está abaixo dos 6 anos de idade.